# Naenaria javanica
Naenaria javanica är en stekelart som beskrevs av Heinrich 1934. Naenaria javanica ingår i släktet Naenaria och familjen brokparasitsteklar. Inga underarter finns listade i Catalogue of Life.